# Calder Valley Line
| Calder Valley Line             | Calder Valley Line   |
| ------------------------------ | -------------------- |
| Zwei Züge bei Todmorden (2008) |                      |
| Spurweite:                     | 1435 mm (Normalspur) |
| Zweigleisigkeit:               | durchgängig          |
|                                |                      |

Die Calder Valley Line, früher als Caldervale Line bekannt, ist eine Eisenbahnroute in Nordengland, die die Großstädte Leeds und Manchester und die Küstenstadt Blackpool miteinander verbindet. Sie benutzt die nördlichste der drei die Pennines kreuzenden Eisenbahnstrecken und ist die langsamere der beiden Bahnverbindungen zwischen Leeds und Manchester.
Auf dem Abschnitt zwischen Halifax und Burnley folgt die Route den Tälern der Flüsse Calder (West Yorkshire) und Calder (Lancashire), die ihr ihren Namen geben. Von Todmorden bis Manchester folgt sie dem Rochdale Canal. Der Zweig nach Blackpool folgt dem Calder bis Burnley und Blackburn sowie dem Leeds and Liverpool Canal ab Burnley.
Die Durchquerung der Pennines hat beim Bau der befahrenen Strecken mehrere Tunnel notwendig gemacht.

## Betrieb und Fahrzeugeinsatz
Die Personenzugverbindungen werden von Northern Rail auf folgenden Zugläufen erbracht:
- (Selby) – Leeds – Bradford Interchange – Halifax – Huddersfield mit Triebwagenzügen der TOPS-Klasse 156, gelegentlich auch der Klassen 158 und 144
- Leeds – Bradford Interchange/Brighouse – Rochdale – Manchester Victoria mit Triebwagenzügen der TOPS-Klassen 155 und 156
- York – Leeds – Bradford Interchange – Halifax – Burnley – Blackpool North Triebwagenzügen der TOPS-Klasse 158

In Fahrplänen werden diese Routen üblicherweise zusammen mit der Huddersfield Line und den York & Selby Lines aufgeführt, so dass ein durchgängiger Verkehr von Küste zu Küste angezeigt wird.
Die Bedienung innerhalb von West Yorkshire wird von West Yorkshire Metro bezuschusst. Deren Fahrausweise (einschließlich der Zeitkarten) gelten auf der Route nach Blackpool zwischen Leeds und Hebden Bridge und auf der Route nach Manchester zwischen Leeds und Walsden.

## Benutzte Strecken und Stationen
Vor 1923 gehörten die befahrenen Strecken von Leeds bis Bradford der Great Northern Railway, der Rest der Lancashire and Yorkshire Railway (L&YR) mit Ausnahme des letzten Abschnitts der Strecke vor Huddersfield, die Eigentum der London and North Western Railway (LNWR) war.
Zahlreiche Stationen an den befahrenen Strecken sind im Lauf der Zeit geschlossen worden. Details sind den Artikeln über die einzelnen Strecken zu entnehmen. Hier sind nur die gegenwärtig bedienten oder in naher Zukunft geplanten Halte aufgeführt.

### Leeds – Bradford Interchange
| \| \| \| von York und Selby \| \| \| \| \| Leeds \| \| \| \| \| Bramley \| \| \| \| \| New Pudsey \| \| \| \| \| Bradford Interchange \| \| \| \| \| Low Moor (Wiedereröffnung 2017) \| \| \| \| \| Halifax \| \| \| \| \| nach und von Brighouse \| \| \| \| \| Sowerby Bridge \| \| \| \| \| Mytholmroyd \| \| \| \| \| Hebden Bridge \| \| \| \| \| nach und von Burnley \| \| \| \| \| Todmorden \| \| \| \| \| Walsden \| \| \| \| \| Summit Tunnel \| \| \| \| \| Littleborough \| \| \| \| \| Smithy Bridge \| \| \| \| \| von Oldham (jetzt Manchester Metrolink) \| \| \| \| \| Rochdale \| \| \| \| \| Castleton \| \| \| \| \| nach Heywood (nur Güterverkehr) \| \| \| \| \| Mills Hill \| \| \| \| \| Moston \| \| \| \| \| von Oldham (jetzt Manchester Metrolink) \| \| \| \| \| \| \| \| \| \| nach und von Ashburys, Denton und Stalybridge \| \| \| \| \| Manchester Victoria \| \| \| \| \| nach Salford Central \| \| |  |                                               |                                               |
| Strecke |  | von York und Selby                            | von York und Selby                            |
| Bahnhof |  | Leeds                                         | Leeds                                         |
| Haltepunkt / Haltestelle |  | Bramley                                       | Bramley                                       |
| Haltepunkt / Haltestelle |  | New Pudsey                                    | New Pudsey                                    |
| Spitzkehrbahnhof rechts |  | Bradford Interchange                          | Bradford Interchange                          |
| ehemaliger Haltepunkt / Haltestelle |  | Low Moor (Wiedereröffnung 2017)               | Low Moor (Wiedereröffnung 2017)               |
| Bahnhof |  | Halifax                                       | Halifax                                       |
| Abzweig geradeaus, nach links und von links |  | nach und von Brighouse                        | nach und von Brighouse                        |
| Haltepunkt / Haltestelle |  | Sowerby Bridge                                | Sowerby Bridge                                |
| Haltepunkt / Haltestelle |  | Mytholmroyd                                   | Mytholmroyd                                   |
| Bahnhof |  | Hebden Bridge                                 | Hebden Bridge                                 |
| Abzweig geradeaus, nach rechts und von rechts |  | nach und von Burnley                          | nach und von Burnley                          |
| Bahnhof |  | Todmorden                                     | Todmorden                                     |
| Haltepunkt / Haltestelle |  | Walsden                                       | Walsden                                       |
| Tunnel |  | Summit Tunnel                                 | Summit Tunnel                                 |
| Haltepunkt / Haltestelle |  | Littleborough                                 | Littleborough                                 |
| Haltepunkt / Haltestelle |  | Smithy Bridge                                 | Smithy Bridge                                 |
| Abzweig geradeaus und ehemals von links |  | von Oldham (jetzt Manchester Metrolink)       | von Oldham (jetzt Manchester Metrolink)       |
| Bahnhof |  | Rochdale                                      | Rochdale                                      |
| Haltepunkt / Haltestelle |  | Castleton                                     | Castleton                                     |
| Abzweig geradeaus und nach rechts |  | nach Heywood (nur Güterverkehr)               | nach Heywood (nur Güterverkehr)               |
| Haltepunkt / Haltestelle |  | Mills Hill                                    | Mills Hill                                    |
| Haltepunkt / Haltestelle |  | Moston                                        | Moston                                        |
| Abzweig geradeaus und ehemals von links |  | von Oldham (jetzt Manchester Metrolink)       | von Oldham (jetzt Manchester Metrolink)       |
| Strecke |  |                                               |                                               |
| Abzweig geradeaus, nach links und von links |  | nach und von Ashburys, Denton und Stalybridge | nach und von Ashburys, Denton und Stalybridge |
| Bahnhof |  | Manchester Victoria                           | Manchester Victoria                           |
| Strecke |  | nach Salford Central                          | nach Salford Central                          |

Dieser Abschnitt ist Teil der Strecken zwischen Leeds und Bradford.
- Leeds City Station
- Bramley
- New Pudsey
- Bradford Interchange

### Bradford – Halifax
- Bradford Interchange
- Low Moor sollte im Dezember 2015 wiedereröffnet werden,[1] die notwendige Sicherung ehemaliger Bergwerksbauten[2] verzögerte die Eröffnung bis zum 2. April 2017.[3]
- Halifax (alle Züge der Calder Valley Line halten hier)

### Halifax – Manchester Victoria
- Sowerby Bridge
- Mytholmroyd
- Hebden Bridge
- Todmorden

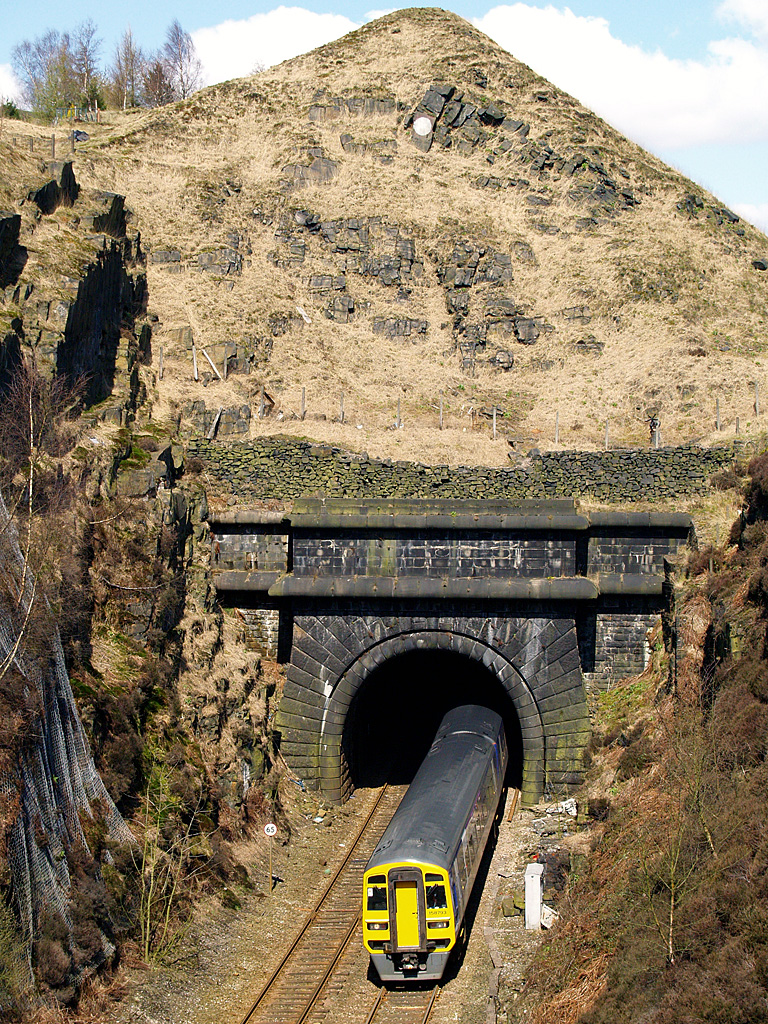
Zug Richtung Manchester verlässt Summit Tunnel zwischen Walsden und Littleborough

- Walsden (letzte Station in West Yorkshire)
- Littleborough (erste Station in Greater Manchester)
- Smithy Bridge
- Rochdale
- Castleton
- Mills Hill
- Moston
- Manchester Victoria

### Halifax – Huddersfield
| \| \| \| von Bradford Interchange \| \| \| \| Halifax \| \| \| \| nach und von Sowerby Bridge \| \| \| \| Elland (Wiedereinrichtung im Gespräch) \| \| \| \| Brighouse \| \| \| \| nach und von Mirfield \| \| \| \| Deighton (kein Halt für Calder Valley Line) \| \| \| \| Huddersfield \| \| \| \| nach Stalybridge und Sheffield \| |  |                                             |                                             |
| Strecke |  | von Bradford Interchange                    | von Bradford Interchange                    |
| Bahnhof |  | Halifax                                     | Halifax                                     |
| Abzweig geradeaus, nach rechts und von rechts |  | nach und von Sowerby Bridge                 | nach und von Sowerby Bridge                 |
| ehemaliger Haltepunkt / Haltestelle |  | Elland (Wiedereinrichtung im Gespräch)      | Elland (Wiedereinrichtung im Gespräch)      |
| Haltepunkt / Haltestelle |  | Brighouse                                   | Brighouse                                   |
| Abzweig geradeaus, nach links und von links |  | nach und von Mirfield                       | nach und von Mirfield                       |
| ehemaliger Haltepunkt / Haltestelle |  | Deighton (kein Halt für Calder Valley Line) | Deighton (kein Halt für Calder Valley Line) |
| Bahnhof |  | Huddersfield                                | Huddersfield                                |
| Abzweig nach links und nach rechts |  | nach Stalybridge und Sheffield              | nach Stalybridge und Sheffield              |

Dieser Abschnitt wurde im Jahr 2000 zusammen mit der Station Brighouse wiedereröffnet, wobei ein kurzer Streckenabschnitt verlegt wurde, um Huddersfield direkt anfahren zu können.
- Halifax
- Elland (Wiedereröffnung im Gespräch)
- Brighouse (2000 wiedereröffnet)
- Deighton (nur Halt von Zügen der Huddersfield Line, Züge der Calder Valley Line halten hier nicht)
- Huddersfield

### Todmorden – Blackburn
| \| \| \| von Manchester Victoria \| \| \| \| Todmorden \| \| \| \| nach und von Sowerby Bridge \| \| \| \| Burnley Manchester Road \| \| \| \| von Colne \| \| \| \| Rose Grove \| \| \| \| Hapton \| \| \| \| Huncoat \| \| \| \| Accrington \| \| \| \| Church and Oswaldtwistle \| \| \| \| Rishton \| \| \| \| von Clitheroe \| \| \| \| Blackburn \| \| \| \| nach Bolton \| \| \| \| Mill Hill (Lancashire) \| \| \| \| Cherry Tree \| \| \| \| Pleasington \| \| \| \| Bamber Bridge \| \| \| \| zur WCML \| \| \| \| Lostock Hall \| \| \| \| WCML \| \| \| \| von Liverpool \| \| \| \| WCML von Wigan \| \| \| \| nach Preston Riversway \| \| \| \| Preston \| \| \| \| WCML nach Lancaster und nach Kirkham and Wesham \| |  |                                                 |                                                 |
| Strecke |  | von Manchester Victoria                         | von Manchester Victoria                         |
| Bahnhof |  | Todmorden                                       | Todmorden                                       |
| Abzweig geradeaus, nach rechts und von rechts |  | nach und von Sowerby Bridge                     | nach und von Sowerby Bridge                     |
| Haltepunkt / Haltestelle |  | Burnley Manchester Road                         | Burnley Manchester Road                         |
| Abzweig geradeaus und von rechts |  | von Colne                                       | von Colne                                       |
| Haltepunkt / Haltestelle |  | Rose Grove                                      | Rose Grove                                      |
| Haltepunkt / Haltestelle |  | Hapton                                          | Hapton                                          |
| Haltepunkt / Haltestelle |  | Huncoat                                         | Huncoat                                         |
| Haltepunkt / Haltestelle |  | Accrington                                      | Accrington                                      |
| Haltepunkt / Haltestelle |  | Church and Oswaldtwistle                        | Church and Oswaldtwistle                        |
| Haltepunkt / Haltestelle |  | Rishton                                         | Rishton                                         |
| Abzweig geradeaus und von rechts |  | von Clitheroe                                   | von Clitheroe                                   |
| Bahnhof |  | Blackburn                                       | Blackburn                                       |
| Abzweig geradeaus und nach links |  | nach Bolton                                     | nach Bolton                                     |
| Haltepunkt / Haltestelle |  | Mill Hill (Lancashire)                          | Mill Hill (Lancashire)                          |
| Haltepunkt / Haltestelle |  | Cherry Tree                                     | Cherry Tree                                     |
| Haltepunkt / Haltestelle |  | Pleasington                                     | Pleasington                                     |
| Haltepunkt / Haltestelle |  | Bamber Bridge                                   | Bamber Bridge                                   |
| Abzweig geradeaus und nach links |  | zur WCML                                        | zur WCML                                        |
| Haltepunkt / Haltestelle |  | Lostock Hall                                    | Lostock Hall                                    |
| Kreuzung geradeaus oben |  | WCML                                            | WCML                                            |
| Abzweig geradeaus und von links |  | von Liverpool                                   | von Liverpool                                   |
| Abzweig geradeaus und von rechts |  | WCML von Wigan                                  | WCML von Wigan                                  |
| Abzweig geradeaus und nach links |  | nach Preston Riversway                          | nach Preston Riversway                          |
| Bahnhof |  | Preston                                         | Preston                                         |
| Abzweig nach links und nach rechts |  | WCML nach Lancaster und nach Kirkham and Wesham | WCML nach Lancaster und nach Kirkham and Wesham |

Die Strecke von Todmorden nach Burnley wurde am 12. November 1849 von der Manchester and Leeds Railway eröffnet. Der Abschnitt von Burnley nach Preston wurde von der East Lancashire Railway erbaut und abschnittsweise zwischen 1846 und 1848 eröffnet.
- Todmorden
- Burnley Manchester Road
- Rose Grove (Zwischenbahnsteig und zwei nicht mehr benutzte Seitenbahnsteige)
- Hapton
- Huncoat
- Accrington
- Church and Oswaldtwistle
- Rishton
- Blackburn

### Blackburn – Preston
Diese Strecke wird auch von der East Lancashire Line benutzt und war historisch Teil der East Lancashire Railway.
- Blackburn (Abzweig nach Bolton)
- Mill Hill (Lancashire)
- Cherry Tree
- Pleasington
- Hoghton
- Bamber Bridge
- Lostock Hall
- Preston (Übergang zur kreuzenden West Coast Main Line)

### Preston – Blackpool
Die Route verzweigt sich in Kirkham and Wesham nach Blackpool North und Blackpool South. In ihrer Gesamtheit sind die Strecken als Blackpool Branch Lines bekannt.
- Preston
- Salwick
- Kirkham and Wesham (Abzweigstation)
- zweigleisige Strecke nach Norden:
  - Singleton
  - Poulton-le-Fylde
  - Layton
  - Blackpool North
- eingleisige Strecke nach Süden:
  - Moss Side
  - Lytham
  - St Annes-on-the Sea
  - Ansdell and Fairhaven
  - Squires Gate
  - Blackpool Pleasure Beach
  - Blackpool South

## Zeitweilige Unterbrechung
Von November 2013 bis März 2014 war Holme Tunnel zwischen Hebden Bridge und Burnley Manchester Road für insgesamt 20 Wochen wegen Bauarbeiten geschlossen und während dieser Zeit Schienenersatzverkehr eingerichtet worden. Dies war notwendig gewesen, weil Bodenbewegungen den Tunnelquerschnitt verformt hatten. Die Kosten wurden mit 16.3 Millionen Pfund veranschlagt. Seit der Wiedereröffnung am 24. März 2014 kann der Tunnel mit 45 mph (72 km/h) befahren werden.

## Jüngste Entwicklungen
Network Rail beabsichtigt Verbesserungen an den befahrenen Strecken im Rahmen des Northern Hub-Plans, die eine häufigere Bedienung ermöglichen sollen. Einige Zugfahrten über Bradford sollen nach Chester, Crewe, Liverpool und Manchester Airport verlängert werden.

### Low Moor und Elland
Der Halt in Low Moor zwischen Bradford Interchange and Halifax wurde im April 2017 wiedereröffnet. Die Wiedereröffnung der Station in Elland wird untersucht.

### Todmorden Curve
Die Todmorden Curve, eine etwa 500 m lange Verbindung zwischen Hall Royd Junction bei Todmorden und der Strecke nach Burnley, war 1972 abgebaut worden. Sie hatte direkte Zugfahrten zwischen Manchester nach Burnley über Todmorden gestattet. Lancashire County Council räumte ihrer Wiederherstellung hohe Priorität ein. Im März 2010 wurden die Kosten dazu von der Regierung mit 7 Millionen Pfund veranschlagt, und die Notwendigkeit anfänglicher Subventionen für den Zugverkehr festgestellt. Network Rail erklärte sich im Oktober 2010 bereit, die Schlussgutachten des Plans zu finanzieren. Die Schlussfolgerung im Mai 2011 lautete, dass die Wiederherstellung der Verbindungskurve praktikabel wäre, aber nicht auf der ursprünglichen Trasse, die zu enge Kurvenradien aufwies. Stattdessen wurde eine alternative Streckenführung vorgeschlagen.
Am 31. Oktober 2011 wurde das Projekt durch den stellvertretenden Premierminister freigegeben. Die Bauarbeiten begannen im Sommer 2013. Die Kurve sollte zum Fahrplanwechsel im Mai 2014 betriebsbereit sein. Gleisarbeiten und Überprüfung waren im Mai 2014 beendet, und am 17. Mai 2015 wurde der regelmäßige Betrieb aufgenommen.